# Cultura boian
La cultura de Boian (datada del 4300–3500 aEC), també coneguda com a cultura Giuleşti-Marica o cultura Marita, és una cultura arqueològica del Neolític del sud-est d'Europa. Es troba principalment al llarg del curs inferior del Danubi, en el que és ara Romania i Bulgària i, per tant, pot ser considerada una cultura danubiana.

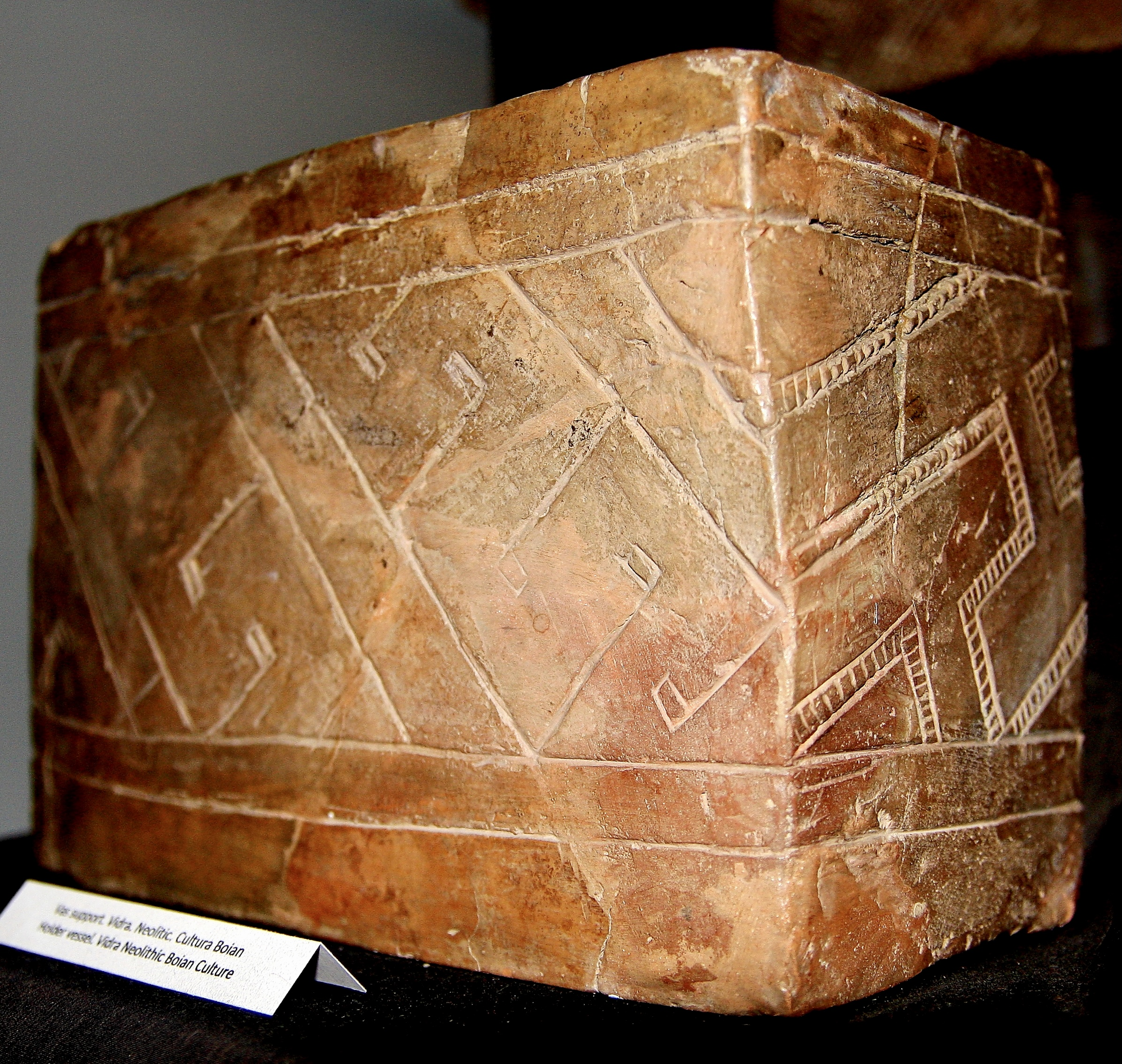
Art de Boian

## Geografia

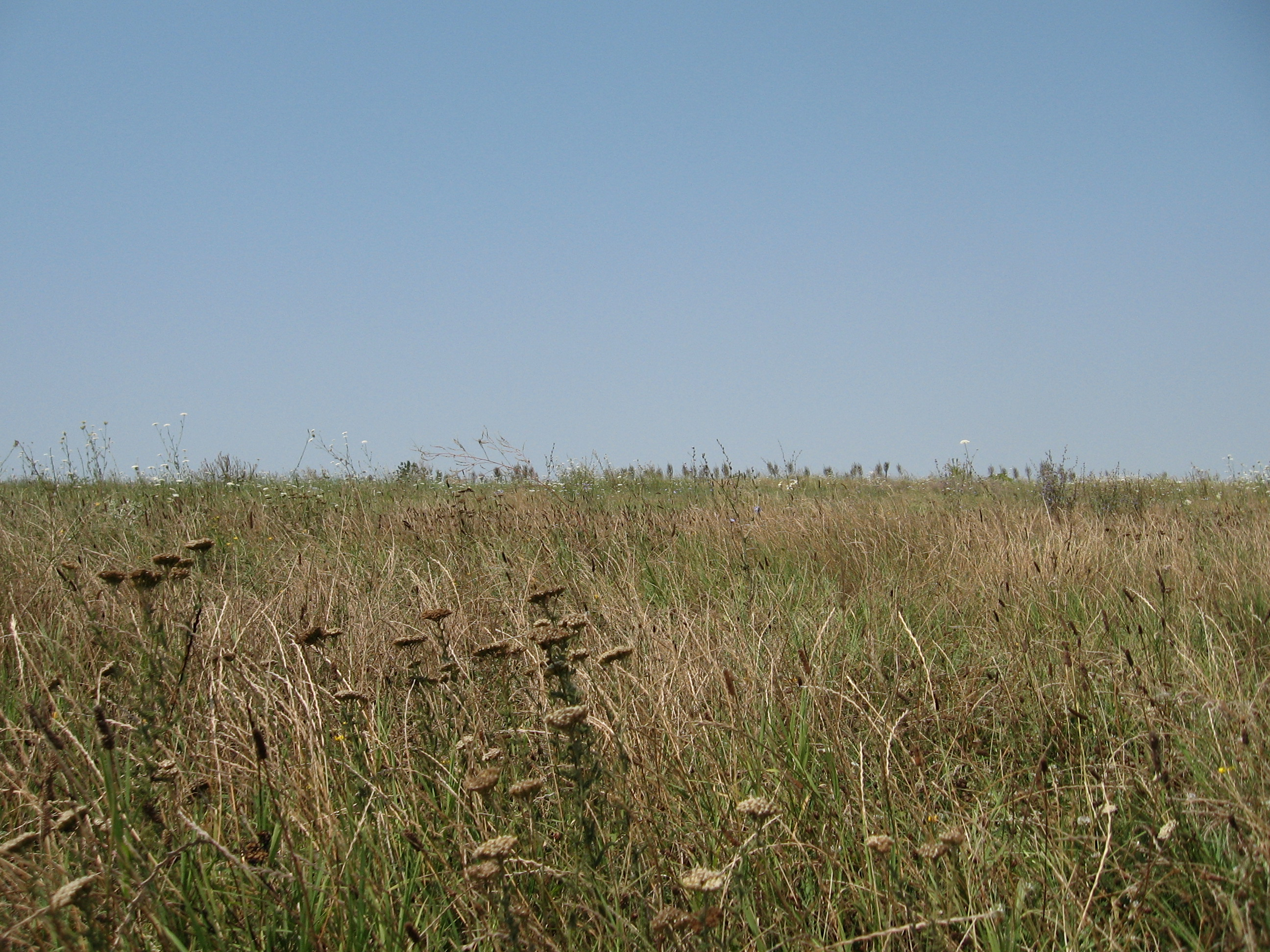
Vegetació nadiua de la planúria de Valàquia

La cultura de Boian es va originar en la planúria de Valàquia, al nord del riu Danubi, al sud-est de Romania. En el seu apogeu, la cultura es va expandir per incloure els assentaments a la planúria Bărăgan i el delta del Danubi a Romania, Dobruja a l'est de Romania i al nord-est Bulgària, la planúria del Danubi i les muntanyes Balcans a Bulgària. L'extensió geogràfica de la cultura va passar l'oest del riu Jiu fins a la frontera de Transsilvània, en el centre-sud de Romania, cap al nord fins a la branca Chilia del delta del Danubi, al llarg de la frontera romanesa amb Ucraïna i la costa del mar Negre, i tant al sud com a les muntanyes Rhodope i al mar Egeu a Grècia.